# Цигански сан
Цигански сан (ромс. Romengo suno) је антологија поезије на ромском и српском језику коју је уредио Предраг Јовичић, објављена 2021. године у издању Удружење ромских писаца Србије из Ужица. Са ромског језика превела Владанка Јовичић.

## О уреднику
Предраг Пеђа Јовичић (1965) је ромски песник из Ужица, аутор шест самосталних двојезичних књига поезије. Иза њега су четири деценије литерарног стварања.

## О књизи
Цигански сан је двојезична збирка песама 27 аутора из целе Србије, на ромском и српском, где се преплићу блискости и разлике две поетике, лирике, граматике, као особен допринос двема књижевностима. На 320 страна књиге, животне изазове и снове Рома, осећања, размишљања, овде приказују песме Рајка Ђурића, Трифуна Димића, Предрага Јовичића, Баје Саитовића, Десанке Ранђеловић, Бајрама Халитија, Иштвана Фаркаша, Гордане Ђурић, Маје Јовановић, Јована Николића и других аутора.
У збирци песама Цигански сан, преовлађују социјалне, љубавне, описне и мисаоне песме о животу Рома и њиховим обичајима, традицији, сновима.